# 扁鵲
扁鵲（へんじゃく、拼音: Biǎn Què）は、古代中国・春秋戦国時代の伝説的な医者。中国医学の祖。インドの耆婆（ジーヴァカ）と並ぶ名医の代名詞。

## 概要
『史記』扁鵲倉公列伝や『韓非子』など様々な文献に、診察や治療の逸話が伝わる。『史記』扁鵲倉公列伝によれば、「医師で脈診を論ずる者はすべて扁鵲の流れを汲む」とされる。また、彼の言動業績から「六不治」（ろくふち）など多くの漢方医学の用語や概念がうまれた。後世の東アジアでは、「扁鵲」もしくは「耆婆扁鵲」（ぎばへんじゃく）というと、それだけで「名医」を意味する言葉として用いられる。

## 出身
『史記』扁鵲倉公列伝には、「扁鵲は勃海郡鄚県の人。姓は秦、名は越人という」と書かれているが、これには異説もある。例えば『揚子法言』や『淮南子』は「扁鵲は盧の人」とする。司馬貞や徐広は「河北省任丘県の人」という説を採っている。

## 年代
『韓非子』喩老篇などによれば、紀元前4世紀の斉の桓公と同時代人である。一方で、『史記』扁鵲倉公列伝によれば、扁鵲の活動の始まりは紀元前655年の虢という小国の滅亡で、活動の終わりは紀元前350年の秦の咸陽への遷都であり、300年近く生きていたことになる。その行動範囲の広大さと年数の長さから、江戸時代の浅井図南のように「一個人ではなく、複数人からなる、ある特定の学派だったのではないか」とする説もある。
2010年代には、老官山漢墓から出土した竹簡の記載により、伝説ではなく実在の人物とする説が提唱された。

## 逸話
『史記』扁鵲倉公列伝によれば、紀元前501年、晋の六卿の一人である趙鞅が病で昏睡状態に陥り、扁鵲が診察に当たった。その見立てによると、かつて秦の穆公も同じような症状に陥り、その最中に穆公が天帝と晋に関する話をかわしていたとあり、趙鞅も天帝と何かを話している最中で、3日以内に回復するとの診断を下した。扁鵲の言う通り、趙鞅は倒れてから3日後に回復し、更に天帝と趙氏の未来に関する話をしていた事も明らかになり、扁鵲は趙鞅から診察の見立てを称えられ、田地四万畝を賜った。

## 関連文献
- 加納喜光『中国医学の誕生』東京大学出版会、1987年。ISBN 978-4130130325。（第1章「薬王――治癒神の誕生」）